# L118 Light Gun
L118 Light Gun è un obice con bocca di fuoco del diametro di 105 mm concepito per l'uso in artiglieria da montagna prodotto dalla Royal Ordnance Factory ed in Italia dalla Oto Melara
Sostituì l'M56 pari calibro, prima nell'esercito inglese, che ha accettato un'artiglieria più pesante e senza possibilità di essere scomposto in carichi, ma con maggiore gittata. Esso venne impiegato nella guerra delle Falkland in 5 batterie con 30 pezzi. Oltre 400 artiglierie costruite entro il 1985, ma poco dopo esso venne ordinato anche dal Corpo dei marines statunitensi.
Fu sostituito in seguito dal 105 mm M119.

## Utilizzatori
Nuova Zelanda
- New Zealand Army

un numero imprecisato è stato ceduto a Kiev inoltre la nuova Zelanda ha invitato ulteriori 30 istruttori in aggiunta ai 66 già presenti nel Regno Unito per addestrare le forze ucraine all'uso del sistema durante l'Invasione russa dell'Ucraina del 2022
 Ucraina
Un numero indefinito è stato donato dalle forze armate neozelandesi a quelle ucraine durante l'Invasione russa dell'Ucraina del 2022